# Premi Robert 1990
La 7ª edizione dei Premi Robert si è svolta a Copenaghen nel 1990.

## Vincitori
- Miglior film: Dansen med Regitze, regia di Kaspar Rostrup
- Miglior attore protagonista: Frits Helmuth - Dansen med Regitze
- Miglior attrice protagonista: Ghita Nørby - Dansen med Regitze
- Miglior attore non protagonista: Tom McEwan - Århus by night
- Miglior attrice non protagonista: Helle Ryslinge - Lykken er en underlig fisk
- Miglior sceneggiatura: Åke Sandgren e Stig Larsson - Miraklet i Valby
- Miglior fotografia: Dan Laustsen - Miraklet i Valby
- Miglior montaggio: Birger Møller Jensen - Århus by night
- Miglior scenografia: Henning Bahs - Miraklet i Valby
- Migliori costumi: Manon Rasmussen - Miraklet i Valby
- Miglior musica: Thomas Koppel - Lykken er en underlig fisk
- Miglior sonoro: Niels Arild - Århus by night
- Miglior trucco: Birthe Lyngsøe e Lene Ravn Henriksen - Dansen med Regitze
- Miglior film straniero: Breve film sull'uccidere (Krótki film o zabijaniu), regia di Krzysztof Kieślowski
- Miglior cortometraggio/documentario: Med døden inde på livet, regia di Dola Bonfils
- Premio Robert onorario: Ebbe Rode